# Аутохтони народи
Аутохтони народи, познати и као домородачки и урођенички народи или староседеоци, су народи који су насељавали своју земљу пре доласка досељеника из других крајева света. Термин староседеоци први су, у његовом модерном контексту, употребили Европљани, који су га користили да би разликовали староседелачке народе Америке од европских досељеника у Америци и од Африканаца који су доведени у Америку као поробљени народ. Термин је можда први употребио у овом контексту сер Томас Браун 1646. године, који је изјавио „и иако у многим деловима тренутно постоје ројеви црнаца који служе под Шпанцима, ипак су они превезени из Африке, од Колумбовог открића; и нису аутохтони или прави староседеоци Америке."
Народи се обично описују као „аутохтони“ када одржавају традицију или друге аспекте ране културе која је повезана са првим становницима датог региона. Не деле сви аутохтони народи ову карактеристику, јер су многи усвојили суштинске елементе колонизаторске културе, као што су одећа, религија или језик. Аутохтони народи могу бити насељени у датом региону (седентарни), показивати номадски начин живота на великој територији или бити пресељени, али су генерално историјски повезани са одређеном територијом од које зависе. Аутохтона друштва се налазе у свим насељеним климатским зонама и континентима света осим Антарктика. Постоји око пет хиљада аутохтоних нација широм света.
Домовине аутохтоних народа су историјски колонизоване од стране већих етничких група, које су колонизацију оправдавале веровањима у расну и верску супериорност, коришћењем земљишта или економским могућностима. Хиљаде аутохтоних народа широм света тренутно живе у земљама у којима нису већинска етничка група. Аутохтони народи се и даље суочавају са претњама свом суверенитету, економском благостању, језицима, начинима знања и приступу ресурсима од којих зависе њихове културе. Уједињене нације, Међународна организација рада и Светска банка дефинисале су права староседелаца у међународном праву. УН су 2007. године издале Декларацију о правима аутохтоних народа (UNDRIP) како би усмериле националне политике држава чланица на колективна права аутохтоних народа, укључујући њихова права на заштиту своје културе, идентитета, језика, церемонија и приступ запошљавању, здравство, образовање и природни ресурси.
Процене укупне глобалне популације аутохтоних народа обично се крећу од 250 милиона до 600 милиона. Званичне ознаке и терминологија ко се сматра аутохтоним се разликују од земље до земље. У насељеним државама које су колонизирали Европљани, као што су Америка, Аустралија, Нови Зеланд и Океанија, статус староседелаца се генерално непроблематично примењује на групе које директно потичу од народа који су тамо живели пре насељавања Европе. У Азији и Африци, где живи већина аутохтоних народа, бројеви о староседелачком становништву су мање јасни и могу драматично да варирају пошто државе имају тенденцију да потцењују популацију аутохтоних народа или их дефинишу различитом терминологијом.

## Терминологија
У међународном праву не постоји јасна општеприхваћена дефиниција појма аутохтони народи због низа разлога: они су припадници различитих раса, култура, језичких група, религија, и живе готово на свим насељеним континентима; они су у различитим фазама друштвеног, економског и културног развоја. Као резултат тога, они имају различите потребе, интересовања, тежње и захтеве. Организација Уједињених нација у име Специјалног известиоца по питању дискриминације староседелаца за Поткомисију ОУН-а о спречавању дискриминације и заштиту мањина Хозеа Мартинеза Кобоа, даје следећу радну дефиницију:
Аутохтони народи су они народи који имају историјски континуитет са друштвима која су постојала на територији ових народа пре инвазије и колонизације, и који себе сматрају различитим од осталих делова друштва које данас преовладава на тим територијама или њиховим деловима. Данас чине не доминантни део друштва и одлучни су да очувају, развијају и пренесу будућим генерацијама територије предака, и етнички идентитет, као основу њиховог континуираног постојања као народа, у складу са својим сопственим културним обрасцима, друштвеним установама и правним системом.
Аутохтони народи живе у свим деловима света: то су, на пример, Евенки на Далеком истоку, Ескими и Алеути у поларном делу Северне Америке и на Далеком истоку, Лапонци у Скандинавији и на Полуострву Кола, Маори на Новом Зеланду, Индијанци у Америци. На свим деловима света их има око 300 милиона људи.
Израз "аутохтони народи" (енгл. Indigenous peoples) укључен је у лексикону међународног права, а користи се у разним документима ОУН-а и других међународних организација. У законодавству Руске Федерације користи се термин "аутохтони народи" и "мали народи". Речи и изрази, "староседеоци", "аутохтони", " староседеоци ", "домороци" је семантички сличан термину "урођеници", али у законским документима се не користи.

## Историја
Током колонизације света, која је почела у 15. веку и трајала све до 20. века, већина аутохтоних народа, а нарочито малобројних аутохтоних народа света, испоставило се, била је под претњом изумирања. Аутохтони народи како је записано у резолуцији 61/295 Генералне скупштине УН-а од 13. септембра 2007. године, „били су жртве историјске неправде настале због, између осталог, колонизације и њихове лишености својих земаља, територија и ресурса што им отежава спровођење, њиховог права на развој у складу са својим потребама и интересима”.